# اچ‌ام‌اس ناروال (اس۰۳)
اچ‌ام‌اس ناروال (اس۰۳) (به انگلیسی: HMS Narwhal (S03)) یک زیردریایی بود که طول آن ۲۹۰ فوت (۸۸ متر) بود. این زیردریایی در سال ۱۹۵۷ ساخته شد.